# カナイオーロ

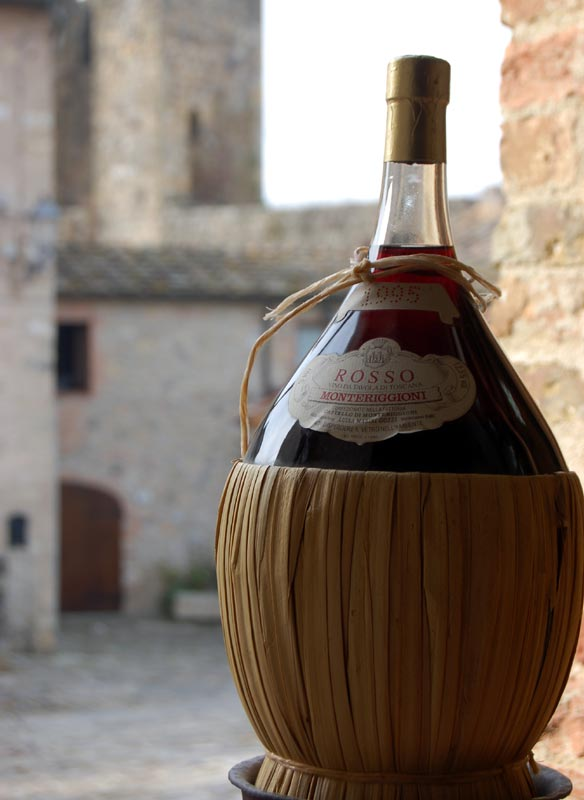
かつてカナイオーロはキャンティの主要なブレンド用ブドウ品種であった。

カナイオーロ (Canaiolo) (イタリア語: [kanaˈjoːlo] 別名カナイオーロ・ネロ (Canaiolo nero) またはウーヴァ・カニーナ (Uva Canina) ) は、イタリアの赤ワイン用ブドウ品種であり、イタリア中部の各地で栽培されているが、とりわけトスカーナ州において最もよく知られている。そのほかにカナイオーロの植栽がみられる地域としては、ラツィオ州、マルケ州、サルデーニャ州などがある。カナイオーロは、サンジョヴェーゼやコロリーノと並んでキャンティのワインに使用されることがあり、ヴィーノ・ノビレ・ディ・モンテプルチャーノにおいてはサンジョヴェーゼに次ぐ2番目に重要な使用品種である。キャンティの歴史においてカナイオーロは、18世紀までは主要な品種としてサンジョヴェーゼを上回る比率で使用されていたようである。人気があった理由のひとつとして、カナイオーロは腐敗させずに半乾燥状態にすることができ、発酵過程の期間を引き延ばすゴヴェルノ (governo) という手法に利用できたことが挙げられる。19世紀にベッティーノ・リカーゾリが生み出したキャンティの製法では、カナイオーロはサンジョヴェーゼを補助する役割を与えられ、ワインのアロマ損なうことなく果実味を足したりタンニンを和らげたりするのに用いられた。北米種ブドウの新しい台木にうまく接ぎ木できなかったカナイオーロは、フィロキセラ禍後、次第に人気を失っていった。2010年時点のイタリア国内におけるカナイオーロの栽培総面積は1,068ヘクタールにまで落ち込んでいる。現在トスカーナ州のワイン生産者たちのあいだでは、質の高いクローンを選定したりカナイオーロの一般的な使用を復活させようする動きがみられる。

## 起源・歴史
ブドウ品種学者たちは、カナイオーロの原産地はイタリア中部である可能性が最も高く、おそらくはトスカーナ地方であろうと考えている。14世紀初頭には、農学者デ・クレシェンツィがその著作においてウーヴァ・カナユオラ (Uva Canajuola) というブドウに言及し、「とても美しいブドウであり、保護すべき」と評している。カナイオーロはキャンティ地区で広く栽培されていた品種であり、18世紀まではキャンティのワインのブレンドにおいて最も比率の高いブドウ品種であった可能性が非常に高い。イタリアの植物学者コジモ・ヴィッリフランキの著作 (『トスカーナのワイン醸造』Oenologia toscana (1773) ) には、キャンティのワインはカナイオーロ・コローレ (Canaiolo Colore) を主体とし、サンジョヴェーゼ、マッモーロ、マルツェミーノとブレンドしていたと述べられている。
19世紀半ばに第2代リカーゾリ男爵ベッティーノ・リカーゾリは、サンジョヴェーゼを主体とし、果実味を強めサンジョヴェーゼのタンニンを和らげる目的でカナイオーロを加える、新しいキャンティの製法を生み出した。ワイン専門家のヒュー・ジョンソンによると、サンジョヴェーゼとカナイオーロの関係は、カベルネ・ソーヴィニヨンをメルローの果実味で和らげるというボルドーの伝統的なブレンド方式といくらか類似しているという。サンジョヴェーゼの増産に殺到するワイン生産者が相次ぎ、サンジョヴェーゼが突出した著名な栽培品種になるにつれ、カナイオーロの生産は衰退していった。
14世紀から続く伝統的な手法であるゴヴェルノにおいて、カナイオーロは陰干し期間中に腐敗しにくいという特性から重宝された。しかし戦後のメッツァドリア制（地主と小作農が出費と利益を折半する制度）の解体と1970年以降のD.O.C.規定による品質管理・規制により、小作農の労働集約的な作業に依拠していたゴヴェルノは廃れ、それとともにカナイオーロの重要性も薄れ、栽培の減少に拍車をかけた。

## ブドウ栽培
カナイオーロの果房は中程度の大きさで、太めの円錐形をしており、岐肩がある。果粒の着生はやや疎着で、中程度からやや大きめの円形の粒をしている。成熟期は中期で、発芽はサンジョヴェーゼよりも遅いが完熟するのは通常サンジョヴェーゼよりも早く、9月後半から10月上旬に収穫期を迎える。
ウイルスに強いブドウ樹の種苗がなく、生育の難しい品種であり、収量も安定しない。また、樹勢は特に強くはないが、果房数を抑制しないとワインの色味が浅くなりがちである。高品質のクローンを選別する研究は行なわれているものの、目立った成果は上がっていない。
19世紀末にフィロキセラが蔓延し、ブドウ樹に大打撃を与えた際、新しい北米種ブドウ樹の台木に旧来のブドウ樹の穂木を接ぎ木するという解決策がとられたが（19世紀フランスのフィロキセラ禍）、（フランスのカオールにおけるマルベックと同じく）カナイオーロの接ぎ木は困難であるという問題が浮上し、人気低下の一因となった。

## 突然変異体・他品種との関係
カナイオーロ・ローザ (Canaiolo Rosa) はカナイオーロ・ネロの突然変異体である。正確な起源は不明だが、トスカーナ州のモンテカルロ（ルッカ県東南部）かリニャーノ・スッラルノ（フィレンツェ近郊）が原産地ではないかと考えられている。現在はルッカ県とフィレンツェ県でカナイオーロ・ネロと混植されていることが多く、通常は同種と混醸される。
ラツィオ州北部のヴィテルボ県にみられるカナイオーラ (Cannaiola) は、カナイオーロ・ネロと同一の遺伝因子型をもつバイオタイプ（生物型）であるが、発芽期や収穫期、樹勢など栽培上の違いのほか、葉の色・果粒の着生疎密度など形態上の違いもある。丘上の水はけがよく日射量の多い砂質土壌の傾斜地が最適のテロワールであり、条件が揃えばカナイオーロ・ネロよりも高い糖度とポリフェノール含有量を蓄えられることが判明している。
カナイオーロは他品種、とりわけワインに色味を加えるのに使用されるコロリーノと混同されやすい。それどころか、オルヴィエート DOCの赤ワインなどにブレンドされているウンブリア産「カナイオーロ・ネロ」のかなりの部分が、実際は数多くあるコロリーノ系統の一品種であると指摘されている。
カナイオーロ・ビアンコと呼ばれる白ブドウ品種が複数存在するが、いずれも別品種（ヴェルナッチャ・ディ・サンジミニャーノやヴェルメンティーノなど）の別名である。唯一の正式な「カナイオーロ・ビアンコ」はウンブリア州でドルペッジョと呼ばれている品種だが、カナイオーロ（・ネロ）の色素変異体ではなく、植栽数も減少している。

## ワインの特徴

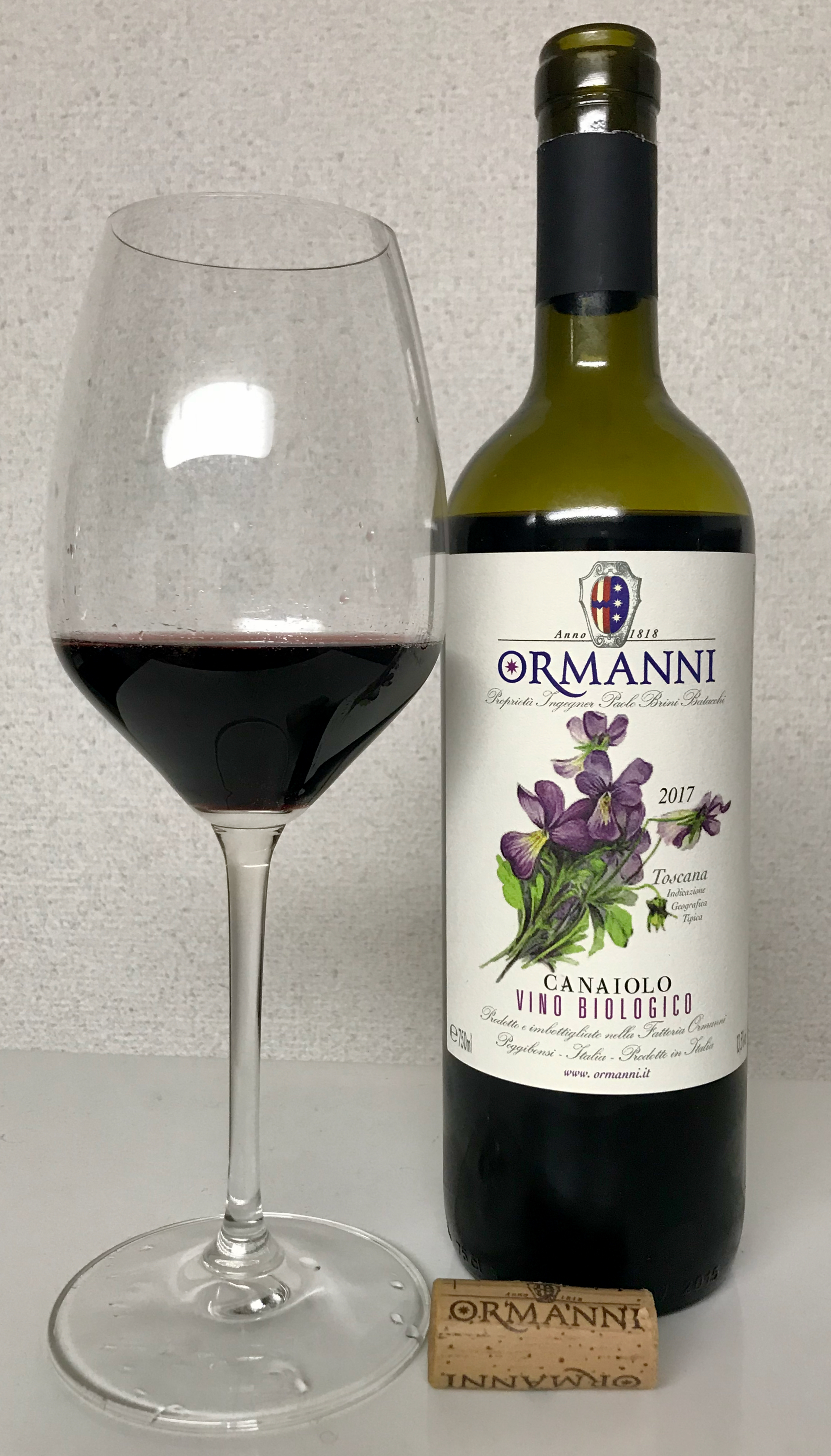
カナイオーロのセパージュワイン

リカーゾリの編み出したキャンティのワインの製法において、カナイオーロ・ネロは、新たに主体品種となったサンジョヴェーゼのタンニンを緩和し、果実味を補う役割を与えられた。イタリアワインの専門家イアン・ダガータは、サンジョヴェーゼとのブレンド用品種としては、カナイオーロが最適であると考えている。国際品種ではメルローもサンジョヴェーゼのタンニンと酸を和らげることができるが、カナイオーロのほうがサンジョヴェーゼより前に出ることがない。カナイオーロを10-15%以上加えると、サンジョヴェーゼのもつ赤い花や赤い果実の特徴が際立ち、上品な口当たりになるという（他の国際品種では黒い果実やインクのようなニュアンスの濃厚な仕上がりになる）。
カナイオーロを主体品種にしたワインは、質が高い場合、タンニンの柔らかいライトボディからミディアムボディのワインになり、赤い果実や上品な花の香りを帯び、塩気を感じるという。また、色味は濃く、熟成を経ると若干のほろ苦さが出る。

## ワイン生産地域
カナイオーロが栽培されているのはほとんどがイタリア国内であり、特にトスカーナ州に集中している（89%以上）。しかしながら、州内で栽培されるブドウ品種のなかでは、カナイオーロの栽培面積が占める割合 (2010年の統計で1.6%) はサンジョヴェーゼ (63.9%) 、トレッビアーノ (5.2%) 、メルロー (4.8%) 、カベルネ・ソーヴィニヨン (4.3%) に次いで5位に留まっている。トスカーナ州以外では、リグーリア州、マルケ州、ウンブリア州、ラツィオ州、サルデーニャ州に分布している。

### トスカーナ州
カナイオーロの主要な生産地であるトスカーナ州には、カナイオーロを使用可能な品種として明記しているD.O.P. (D.O.C.G.およびD.O.C.) が複数存在する。ゴヴェルノを利用した製法を認めているものもある。

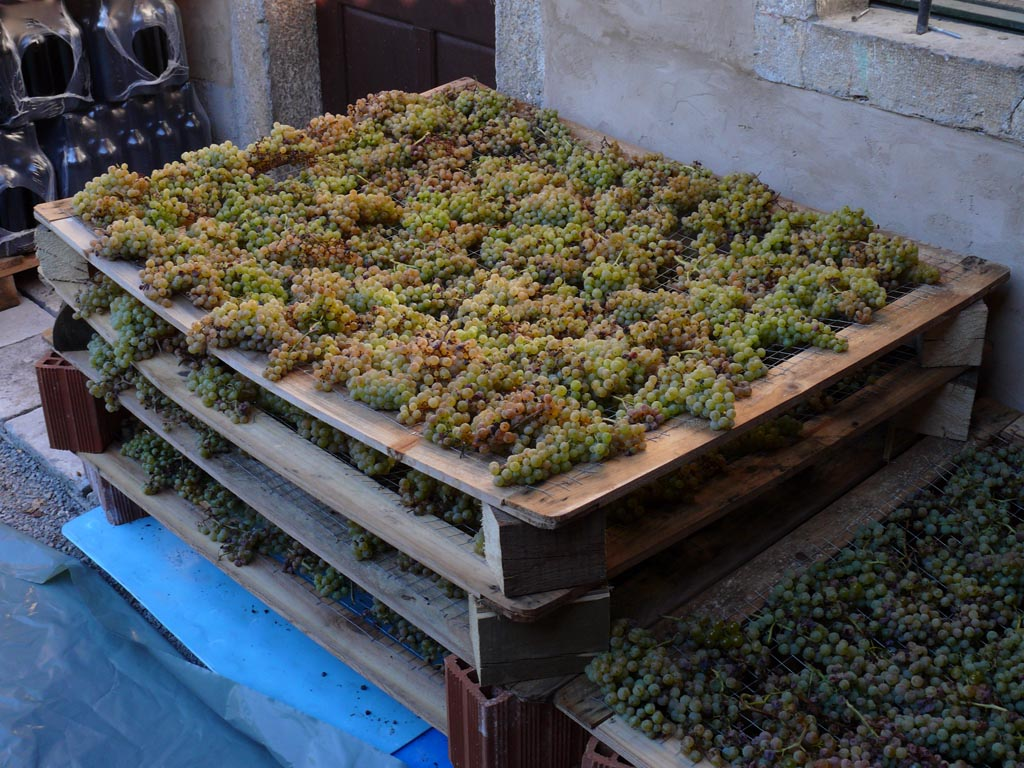
カナイオーロは、写真のような陰干し工程によって腐敗することなく半乾燥状態にすることができるため、ゴヴェルノの手法に用いるには理想的なブドウであった。

- キャンティ DOCG (Chianti DOCG) - 東西はピサ県からアレッツォ県まで、南北はフィレンツェ県からシエナ県までの数多くのコムーネにまたがる地域が、（クラッシコではない）キャンティ DOCの範囲になっている。1967年のD.O.C.認定時の規定では、サンジョヴェーゼの使用比率は50-80%、カナイオーロ・ネロは30%以下、トレッビアーノ・トスカーノおよびマルヴァジーア・デル・キャンティは10-30%、その他の品種は5%以下と定められていた[19]。1984年にD.O.C.G.の認定を受けてからサンジョヴェーゼの使用比率は75-90%に引き上げられた一方、カナイオーロの使用比率は5-10%まで引き下げられた[20]。さらに現行のD.O.C.G.の規定では、サンジョヴェーゼの比率が70%以上となり、そのブレンド用品種としてカナイオーロの代わりにカベルネ・ソーヴィニヨンとカベルネ・フランが明記されるようになった（1品種あたり最大10%、合計15%以下）一方、カナイオーロはその他のブドウ品種の枠（30%以下）に入れられてしまった[21]。
- キャンティ・クラッシコ DOCG (Chianti Classico DOCG) - 1996年にキャンティ DOCGの下位区分地区の地位から独立した。現行のD.O.C.G.の規定では、サンジョヴェーゼの使用比率は80%以上とされており、カナイオーロを含む地元産黒ブドウ品種は20%まで使用が認められているものの、サンジョヴェーゼを100%使用している生産者のほうが多い[4]。現在キャンティ・クラッシコの地区でカナイオーロに力を入れている生産者は、ベッティーノ・リカーゾリの一族が所有するカステッロ・ディ・ブローリオとカステッロ・ディ・カッキャーノ（ガイオーレ・イン・キャンティ）の2カ所のほか、バルベリーノ・ヴァル・デルサに数カ所存在する[22][3]。
- カルミニャーノ DOCG (Carmignano DOCG) - フィレンツェの西、プラート県の南部に位置する、キャンティと並んで歴史の古いワイン生産地域。18世紀にはすでに銘醸地として名高く、トスカーナ大公による法的保護を受けていた。ヴィッリフランキの著作『トスカーナのワイン醸造』 (1773年) では、カルミニャーノのワインはサンジョヴェーゼを主体とし、陰干ししたカナイオーロ・ネロ、アレアティコ、モスカデッロを加えて作ると記されている[23]。現行のD.O.C.G.規定でも、ブレンドの主体となるのはサンジョヴェーゼであり (50%以上) 、カナイオーロ・ネロの使用は最大20%まで認められている。カベルネ・ソーヴィニヨンおよびカベルネ・フランは合わせて10%–20%使用することが認められている[24]。通常の赤ワインもリゼルヴァも、木樽での熟成を行なう[24]。
- バルコ・レアーレ・ディ・カルミニャーノ DOC (Barco Reale di Carmignano DOC) - カルミニャーノ DOCGと同じ区域にあたり、より若飲み向けの赤ワインやロザート（ロゼワイン）を生産している。いずれのタイプにおいても、カナイオーロを含めて使用するブドウ品種の比率はカルミニャーノ DOCGの場合と変わらない[25]。
- ヴィーノ・ノビレ・ディ・モンテプルチャーノ DOCG (Vino Nobile di Montepulciano DOCG) - シエナ県東部、モンテプルチャーノ周辺で生産されているD.O.C.G.認定赤ワインは、サンジョヴェーゼ・グロッソ（現地名プルニョロ・ジェンティーレ）を主体とし、70%以上の使用比率が求められる。カナイオーロ・ネロはその他の地元産黒ブドウ品種の枠に入っており、最大30%まで使用が認められている[26]。良質なカナイオーロ・ネロを作る生産者もいる[3]。
- モンテカルロ DOC (Montecarlo DOC) - ルッカ県南東部のモンテカルロの周辺に位置する。ロッソ（赤ワイン）の場合、サンジョヴェーゼを主体とし、カナイオーロ、メルロー、シラーのうち単独もしくは複数の品種を合わせて15-40%使用することが認められている。そのほかの品種はカベルネ・フラン、カベルネ・ソーヴィニヨン、チリエジョーロ、コロリーノ、マルヴァジーア・ネーラなど[27]。
- コッリ・デッレトルリア・チェントラーレ DOC (Colli dell'Etruria Centrale DOC)  - キャンティ DOCGと同一の地域にあたる。カナイオーロ・ネロはサンジョヴェーゼを主体とするロッソ（赤ワイン）のブレンドにおいては、その他の地元産ブドウ品種（最大25%）に含まれている。ロッソの場合、毎年12月31日まで伝統的なゴヴェルノの手法を使用することが認められている[28]。
- ヴァル・ダルノ・ディ・ソープラ DOC (Val d'Arno di Sopra DOC) - アレッツォ県西部に位置し、以前のピエトラヴィーヴァ DOC (Pietraviva DOC) を吸収するかたちで2011年に設けられた[29]。現行の規定では下位区分地区にあたるピエトラヴィーヴァには、カナイオーロ・ネロのセパージュワインの規格（カナイオーロ・ネロを85%以上使用）が存在するが、特筆すべきワインは現れていない[13][30]。

### トスカーナ州以外の地域
トスカーナ州以外にも、カナイオーロはイタリア中部の各地で栽培されており、ラツィオ州、マルケ州、サルデーニャ州では少ないながらも植栽がみられる。ウンブリア州のロッソ・オルヴィエターノ DOC (Rosso Orvietano DOC) の規定では、カナイオーロを含む認定黒ブドウのひとつを70%以上使用することになっているため、カナイオーロ100%のワインが可能である。D.O.P.以外にも、40以上のI.G.T. (I.G.P.) 認定ワインにおいては使用が認められている。そうしたI.G.T.では、近年カナイオーロ100%のワインの例がいくつかみられる（レ・ポッジェッテのカナイオーロ・ウンブリア IGTやカステルヴェッキオのヌメロ・オット・トスカーノ・ロッソ IGTなど）。
カナイオーラを主体とするワインは、ラツィオ州北部ヴィテルボ県のボルセーナ湖南岸の地域（マルタ、カポディモンテ、サン・サヴィノ（トゥスカーニア）など）で生産されている。
イタリア国外では、米国カリフォルニア州のテメキュラ・ヴァレーやナパ・ヴァレー、ヴァージニア州のシェナンドー・ヴァレーなどで栽培例がある。

## 別名
カナイオーロは以下のような別名でも知られている。
カッチョーネ・ネロ (Caccione nero) 、カッチューナ・ネーラ (Cacciuna nera) 、カニーナ (Cagnina) 、カラブレーゼ (Calabrese) 、カナイオーラ (Canaiola) 、カナイオーロ・ボルゲーゼ (Canaiolo Borghese) 、カナイオーロ・カスコロ (Canaiolo Cascolo)、 カナイオーロ・コローレ (Canaiolo Colore) 、カナイオーロ・グロッソ (Canaiolo Grosso) 、カナイオーロ・ネロ (Canaiolo nero) 、カナイオーロ・ネロ・ア・ラスポ・ロッソ (Canaiolo nero a Raspo rosso) 、カナイオーロ・ネロ・コムーネ (Canaiolo nero Comune) 、カナイオーロ・ネロ・グロッソ (Canaiolo nero Grosso) 、カナイオーロ・ネロ・ミヌート (Canaiolo nero Minuto) 、カナイオーロ・プラテーゼ (Canaiolo Pratese) 、カナイオーロ・ロマーノ (Canaiolo Romano) 、カナイオーロ・ロッソ・ピッコロ (Canaiolo rosso Piccolo) 、カナイオーロ・トスカーノ (Canaiolo Toscano) 、カナイウオラ (Canaiuola) 、カナイウオロ (Canaiuolo) 、カナヨーラ・ラストリ (Canajola Lastri) 、カナヨーロ (Canajolo) 、カナヨーロ・ラストリ (Canajolo Lastri) 、カナヨーロ・ネロ・グロッソ (Canajolo nero Grosso) 、カナヨーロ・ピッコロ (Canajolo Piccolo) 、カナユオラ (Canajuola) 、カナユオロ・ネロ・コムーネ (Canajuolo nero Comune) 、カニーナ (Canina) 、カナイオーラ (Cannaiola) 、カナヨラ (Cannajola) 、コローレ (Colore) 、サン・ジョヴェーゼ (San Giovese) 、ティンディッラーロ (Tindillaro) 、ティンディッローロ (Tindilloro) 、ウーヴァ・カナイオーロ (Uva Canaiolo) 、ウーヴァ・カナユオラ (Uva Canajuola) 、ウーヴァ・カニーナ (Uva Canina) 、ウーヴァ・コローレ・カナイオラ (Uva Colore Canaiola) 、ウーヴァ・デイ・カーニ (Uva Dei Cani) 、ウーヴァ・ドンナ (Uva Donna) 、ウーヴァ・フォスカ (Uva Fosca) 、ウーヴァ・グロッサ (Uva Grossa) 、ウーヴァ・マルキジャーナ (Uva Marchigiana) 、ウーヴァ・メルラ (Uva Merla) 、ヴィティス・ヴィニフェラ・エトルスカ (Vitis Vinifera Etrusca)